# 1879
Năm 1879 (MDCCCLXXIX) là một năm thường bắt đầu vào Thứ 4 (liên kết sẽ hiển thị đầy đủ lịch) trong Lịch Gregory (hoặc một năm thường bắt đầu vào Thứ 2 trong Lịch Julius chậm hơn 12 ngày).

## Sinh

### Tháng 1-3
- 8 tháng 3 - Otto Hahn, nhà hoá học người Đức (m. 1968)
- 14 tháng 3
  - Albert Einstein, nhà vật lý học nổi tiếng người Đức (m. 1955)
  - Thành Thái, Hoàng đế thứ 10 của Nhà Nguyễn (m. 1954)

### Tháng 4-6
- 26 tháng 4 - Owen Willans Richardson, nhà vật lý người Anh (m. 1959)
- 13 tháng 5 - Ivan Mikitavič Sierada, chủ tịch đầu tiên của Rada Cộng hòa Nhân dân Belarus (m. sau 1943)

### Tháng 7-9
- 31 tháng 8 - Thiên hoàng Đại Chính, Thiên hoàng thứ 123 của Nhật Bản (m. 1926)
- 15 tháng 9 - Joseph Lyons, Thủ tướng thứ 10 của Canada (m. 1939)

### Tháng 10-12
- 7 tháng 11 - Leon Trotsky, Nhà cách mạng người Nga (m. 1940)
- 15 tháng 12 - Rudolf von Laban, biên đạo múa người Anh gốc Áo-Hung (m. 1958)[1]

## Mất
- 15 tháng 3 – Nguyễn Phúc Thục Tư, phong hiệu Xuân Hòa Công chúa, công chúa con vua Minh Mạng (s. 1833).
- 5 tháng 11 - James Clerk Maxwell, nhà toán học, vật lý người Scotland (s. 1831)
- Không rõ – Nguyễn Phúc Thanh Cát, phong hiệu Quảng Thi Công chúa, công chúa con vua Thiệu Trị (s. 1839).